# Шамар Ніколсон
Шамар Ніколсон (англ. Shamar Nicholson; нар. 16 березня 1997) — ямайський футболіст, нападник клубу «Клермон» та національної збірної Ямайки.

## Клубна кар'єра
У дорослому футболі дебютував 2013 року виступами за команду клубу «Бойз Таун». 30 вересня 2014 року нападник забив свій перший м'яч.
У сезоні 2016/17 Шамар забив 15 голів в 31 матчі і посів друге місце у списку бомбардирів чемпіонату Ямайки.
У вересні 2017 перейшов до словенського клубу «Домжале».
У серпні 2019 Шамар уклав чотирирічний контракт з бельгійським «Шарлеруа».

## Виступи за збірну
У 2015 році Шамар виступав у складі молодіжної збірної Ямайки на Чемпіонаті КОНКАКАФ U-20.
4 лютого 2017 року дебютував в офіційних матчах у складі національної збірної Ямайки, вийшовши на заміну в товариському матчі з збірної США.
У складі збірної був учасником розіграшу Золотого кубка КОНКАКАФ 2017 року у США.
Наразі провів у формі головної команди країни 22 матчі.

## Титули і досягнення
- Срібний призер Золотого кубка КОНКАКАФ: 2017
- Володар Кубка Росії  (1):

«Спартак» (Москва): 2021-22